# Призёры чемпионатов мира по биатлону (девушки)

## Индивидуальная гонка 10 км
| Год  | Золото            | Серебро                     | Бронза              |
| ---- | ----------------- | --------------------------- | ------------------- |
| 2002 | Кая Экхофф        | Нина Карасевич              | Мерви Маркканен     |
| 2003 | Тереза Главсова   | Анастасия Шипулина          | Джанин Юнг          |
| 2004 | Марион Блондо     | Сирли Ханни                 | Инна Можевитина     |
| 2005 | Светлана Слепцова | Вита Семеренко              | Мари Дорен          |
| 2006 | Вероника Виткова  | Ирина Максимова             | Елена Пидгрушная    |
| 2007 | Лор Боск          | Ксения Куликова             | Мари Лор Брюне      |
| 2008 | Доротея Вирер     | Николь Вётцель              | Наталья Прекопова   |
| 2009 | Чжан Янь          | Грейс Буто                  | Йолен Одду          |
| 2010 | Ольга Галич       | Елена Баданина              | Роз-Мари Кот        |
| 2011 | Текла Брун Ли     | Елена Баданина              | Галина Вишневская   |
| 2012 | Юлия Бартольмес   | Галина Вишневская           | Хильде Фенне        |
| 2013 | Ульяна Кайшева    | Юлия Журавок                | Анастасия Меркушина |
| 2014 | Юлия Швайгер      | Лиза Витоцци                | Лилия Давлетшина    |
| 2015 | Анна Кривонос     | Ингрид Ландмарк Тандревольд | Елизавета Каплина   |

## Спринт 6 км
| Год  | Золото            | Серебро          | Бронза                      |
| ---- | ----------------- | ---------------- | --------------------------- |
| 2002 | Дун Сюэ           | Анна Булыгина    | Ольга Дудченко              |
| 2003 | Мария Косинова    | Анна Булыгина    | Джанин Юнг                  |
| 2004 | Михаэла Балаткова | Марион Блондо    | Инна Можевитина             |
| 2005 | Дарья Домрачева   | Марион Блондо    | Анастасия Кузнецова         |
| 2006 | Ольга Вилухина    | Ирина Максимова  | Тамара Барич                |
| 2007 | Лор Боск          | Ксения Куликова  | Мари Лор Брюне              |
| 2008 | Марен Хаммершмидт | Элиза Ринген     | Джанин Хаммершмидт          |
| 2009 | Ольга Галич       | Чжан Янь         | Одри Валланкур              |
| 2010 | Елена Баданина    | Ингела Андерссон | Моника Хойниш               |
| 2011 | Екатерина Зубова  | Анаис Шевалье    | Елена Баданина              |
| 2012 | Хильде Фенне      | Ния Димитрова    | Лиза Тереза Хаузер          |
| 2013 | Ульяна Кайшева    | Лиза Витоцци     | Светлана Миронова           |
| 2014 | Лиза Витоцци      | Анна Вайдель     | Жюлья Симон                 |
| 2015 | Дарья Блашко      | Юлия Швайгер     | Ингрид Ландмарк Тандревольд |

## Гонка преследования 7,5 км
| Год  | Золото                      | Серебро            | Бронза            |
| ---- | --------------------------- | ------------------ | ----------------- |
| 2002 | Дун Сюэ                     | Катлен Линдау      | Анна Ратман       |
| 2003 | Мария Косинова              | Анастасия Шипулина | Анна Булыгина     |
| 2004 | Инна Можевитина             | Михаэла Балаткова  | Марион Блондо     |
| 2005 | Дарья Домрачева             | Светлана Слепцова  | Ольга Алифировец  |
| 2006 | Тамара Барич                | Ирис Вальдхубер    | Ольга Вилухина    |
| 2007 | Мари Лор Брюне              | Ксения Куликова    | Лор Боск          |
| 2008 | Джанин Хаммершмидт          | Софи Буалле        | Элиза Ринген      |
| 2009 | Доротея Вирер               | Марион Шарль       | Мари-Кристин Клос |
| 2010 | Елена Баданина              | Ингела Андерссон   | Моника Хойниш     |
| 2011 | Екатерина Зубова            | Анаис Шевалье      | Елена Баданина    |
| 2012 | Грете Гайм                  | Джулия Рэнсом      | Анника Кнолль     |
| 2013 | Ульяна Кайшева              | Галина Вишневская  | Марион Дайгентеш  |
| 2014 | Лиза Витоцци                | Анна Вайдель       | Эстелла Магель    |
| 2015 | Ингрид Ландмарк Тандревольд | Юлия Швайгер       | Симоне Купфнер    |

## Эстафета 3х6 км
| Год  | Золото                                                              | Серебро                                                               | Бронза                                                                     |
| ---- | ------------------------------------------------------------------- | --------------------------------------------------------------------- | -------------------------------------------------------------------------- |
| 2002 | Китай · Инь Цяо · Цзя Юйпин · Дун Сюэ                               | Россия · Наталья Егошина · Анастасия Шипулина · Мария Косинова        | Германия · Анна Ратман · Анна Пройсслер · Катлен Линдау                    |
| 2003 | Россия · Анна Булыгина · Анастасия Шипулина · Мария Косинова        | Германия · Анна Пройсслер · Фредерика Гёбель · Джанин Юнг             | Чехия · Лада Дускова · Петра Моравцова · Тереза Главзова                   |
| 2004 | Франция · Мари Дорен · Марион Блондо · Мелани Дро-Венсан            | Норвегия · Анна Марит Гьермундшауг · Стина Эвреберг · Бриджит Рексунд | Словакия · Виктория Грёнеова · Элиска Свикругова · Бибиана Свейковска      |
| 2005 | Франция · Ане Бескон · Мари Дорен · Марион Блондо                   | Украина · Вита Семеренко · Людмила Жибер · Валя Семеренко             | Россия · Светлана Слепцова · Ирина Максимова · Анастасия Кузнецова         |
| 2006 | Австрия · Ирис Вальдхубер · Анна Хуфнагль · Элизабет Майер          | Россия · Ольга Вилухина · Евгения Селедцова · Ирина Максимова         | Франция · Марин Дюссе · Марин Боллье · Лор Сулье                           |
| 2007 | Франция · Лор Боск · Марин Боллье · Мари Лор Брюне                  | Россия · Ольга Вилухина · Ксения Куликова · Надежда Гребнева          | Норвегия · Ада Ринген · Карианна Груе Туфте · Фрида Шнайдер                |
| 2008 | Германия · Марен Хаммершмидт · Джанин Хаммершмидт · Николь Вётцель  | Норвегия · Ада Ринген · Сюннёва Сулемдаль · Элиза Ринген              | Италия · Доротея Вирер · Алексия Рунггальдир · Моника Месснер              |
| 2009 | Россия · Ольга Галич · Анна Погорелова · Лариса Кузнецова           | Беларусь · Ирина Кривко · Неля Николаева · Дарья Нестерчик            | Италия · Доротея Вирер · Николь Гонтье · Алексия Рунггальдир               |
| 2010 | Норвегия · Текла Брун-Ли · Марион Рённинг Хубер · Анна-Тина Марксет | Россия · Елена Баданина · Наталья Шалаева · Ольга Галич               | Беларусь · Ирина Кривко · Диана Москаленко · Дарья Нестерчик               |
| 2011 | Россия · Елена Баданина · Виктория Перминова · Екатерина Зубова     | Украина · Юлия Бригинец · Анастасия Меркушина · Ирина Варвинец        | Франция · Манон Контен · Колин Варсен · Анаис Шевалье                      |
| 2012 | Украина · Юлия Журавок · Юлия Бригинец · Анастасия Меркушина        | Швеция · Линн Перссон · Ханна Эберг · Лоттен Шёден                    | Австрия · Кристина Ридер · Юлия Райзингер · Лиза Тереза Хаузер             |
| 2013 | Россия · Светлана Миронова · Виктория Сливко · Ульяна Кайшева       | Украина · Юлия Журавок · Анастасия Ничипоренко · Анастасия Меркушина  | Швейцария · Таня Биссинг · Лена Хекки · Сабина Ди Лалло                    |
| 2014 | Франция · Эстель Моге · Жюлья Симон · Лена Арно                     | Россия · Мария Иванова · Тамара Воронина · Лилия Давлетшина           | Австрия · Юлия Швайгер · Сюзанна Курцхаллер · Симоне Кюпфнер               |
| 2015 | Беларусь · Динара Алимбекова · Анна Сола · Дарья Блашко             | Россия · Елизавета Каплина · Наталья Ушкина · Кристина Резцова        | Норвегия · Кристин Ваага Флоттум · Элине Грю · Ингрид Ландмарк Тандревольд |